# یانووکا (گمینا بیاوا پودلاسکا)
یانووکا (به لاتین: Janówka) یک روستا در لهستان است که در گمینا بیاوا پودلاسکا واقع شده‌است.